# 영주 부석사 삼층석탑 (유형문화재)
영주 부석사 삼층석탑(榮州 浮石寺 三層石塔)은 대한민국 경상북도 영주시 부석면, 부석사에 있는 2기의 삼층석탑이다. 1979년 1월 25일 경상북도의 유형문화재 제130호로 지정되었다.

## 개요
부석사에서 약 200m 떨어져 있는 옛 절터에 남아 있던 두 탑으로, 1966년 이곳 부석사로 옮겨 세웠다. 탑을 옮길 때 세워 놓은 비석에 의하면 서쪽의 탑은 익산왕궁리오층석탑(국보 제289호)에서 나누어 온 부처의 사리를 모시고 있다 한다.
동·서로 서 있는 두 탑은 크기만 약간 다를 뿐 형식은 같아서, 모두 2층 기단(基壇) 위에 3층의 탑신(塔身)을 올린 모습이다. 기단과 탑신부의 몸돌에는 기둥을 본 떠 새겼는데, 기단은 각 면의 모서리와 가운데에 조각을 두었고, 몸돌은 모서리에만 두었다. 몸돌을 덮고 있는 각 층의 지붕돌은 밑면에 4단씩의 받침을 두었으며, 처마는 수평을 이루다 양끝에서 살짝 들려 가벼움을 실었다. 꼭대기에는 후에 보충한 머리장식이 놓여 있다.
비록 지붕돌 밑받침이 4단으로 줄어들었으나 전체적으로 당당한 기품을 잃지않은 모습으로, 통일신라 후기에 세웠을 것으로 짐작된다.

## 현지 안내문
이 탑은 통일신라 후기 3층 석탑으로 쌍탑이다. 높이는 동탑이 360cm, 서탑은 377cm으로 두 탑의 크기와 양식이 거의 같다.
이중기단(二重基壇) 위에 3층의 몸돌을 올린 것으로 무량수전(無量壽殿)의 동쪽에 있는 석탑과 같은 형식이다. 전체적으로 짜임새가 있고 정제된 모습으로 신라석탑 양식을 잘 보여 주고 있다.
기단과 탑신부의 몸돌에는 기둥을 본 떠 새겼는데, 기단은 각 면의 모서리와 가운데에 조각을 두었고, 몸돌은 모서리에만 두었다. 몸돌을 덮고 있는 각 층의 지붕돌은 밑면에 4단씩의 받침을 두었다.
윗부분(相輪部)은 없어졌는데, 지금 놓여져 있는 것은 뒤에 보충한 것이다.

## 같이 보기
- 익산 왕궁리 오층석탑 (국보 제289호)
- 영주 부석사 삼층석탑 (보물) (보물 제249호)

## 참고 자료
- 부석사삼층석탑 - 국가유산청 국가유산포털